# Естественное состояние
В этике и политической философии, в теории общественного договора, религии и международном праве термин «естественное состояние» описывает гипотетический образ жизни, существовавший до того, как люди организовались в общества. Философы теории естественного состояния предполагают, что существовал исторический период до существования обществ, и ищут ответы на вопросы: «Какой была жизнь до появления гражданского общества?», «Как возникло правительство из такого примитивного состояния?» и «Каковы гипотетические причины перехода к общественному состоянию путем создания национального государства?»
В некоторых версиях теории общественного договора в естественном состоянии существуют свободы, но нет прав; и посредством общественного договора люди создают общественные права и обязанности. В других версиях теории общественного договора общество налагает ограничения (закон, обычай, традиция и т. д.), которые ограничивают естественные права человека. Общества, существовавшие до появления государства, исследуются в рамках палеолитической истории, археологии, культурной антропологии, социальной антропологии и этнологии для определения особенностей социальных структур и властных структур коренного общества.

## Мнения философов

### Мо-цзы
Философ раннего Периода Сражающихся царств Мо-цзы был одним из первых мыслителей в письменной истории, развивших идею естественного состояния. Он развил эту идею, чтобы отстоять необходимость в едином правителе. Согласно Мо-цзы, в естественном состоянии у каждого человека есть свои собственные моральные правила (yi, 義). В результате люди не смогли достичь договоренностей, а ресурсы были потрачены впустую, поскольку Мо-цзы продвигал пути укрепления и объединения государства (ли, 利), такая естественная дезорганизация была отвергнута:
На заре человеческой жизни, когда еще не было закона и правительства, существовал обычай «каждый по своему правилу (yi, 義)». Соответственно, у каждого человека было свое собственное правило, у двух человек было два разных правила, а у десяти человек было одиннадцать разных правил — чем больше людей, тем больше разных представлений. И каждый одобрял свои собственные моральные взгляды и не одобрял взгляды других, и так возникло взаимное неодобрение среди людей. В результате отец и сын, старший и младшие братья стали врагами и отдалились друг от друга, поскольку не смогли прийти ни к какому соглашению. Каждый работал во вред другим, используя воду, огонь и яд. Излишки энергии не расходовались на взаимопомощь; излишкам товаров позволялось гнить, не делясь ими; превосходные учения (дао, 道) хранились в секрете и не разглашались. Беспорядок в (человеческом) мире можно было бы сравнить с беспорядком среди птиц и зверей. — Глава 3 — 1
Его предложение состояло в том, чтобы унифицировать правила в соответствии с единой моральной системой или стандартом (fa, 法), который может быть использован кем угодно: расчет выгоды от каждого поступка. Таким образом, правитель государства и его подданные будут иметь одинаковую моральную систему; сотрудничество и совместные усилия станут правилом. Позже его предложение было решительно отвергнуто конфуцианством (особенно Мэн-цзы) из-за предпочтения выгоды морали.

### Томас Гоббс
Чистое состояние природы, или «естественное состояние человечества», было описано английским философом XVII века Томасом Гоббсом в «Левиафане» и его более ранней работе «О государстве». Гоббс утверждал, что естественное неравенство между людьми не настолько велико, чтобы давать кому-либо явное превосходство и, таким образом, все должны жить в постоянном страхе потери или насилия, так что «в течение того времени, когда люди живут без общей силы, которая держала бы их всех в страхе, они находятся в том состоянии, которое является войной, и такой войной, которая ведется каждым человеком против каждого человека». В этом государстве у каждого человека есть естественное право делать все, что он считает необходимым для сохранения собственной жизни, а жизнь «одинока, бедна, отвратительна, жестока и коротка» (Левиафан, главы XIII—XIV). Гоббс описал это естественное состояние латинской фразой «bellum omnium contra omnes», означающей «война всех против всех».
В естественном состоянии нет ни личной собственности, ни несправедливости, поскольку нет закона, за исключением определенных естественных предписаний, открытых разумом («законы природы»): первое из которых заключается в том, что «каждый человек должен стремиться к миру, насколько у него есть надежда его достичь». (Левиафан, гл. XIV); и второе — «человек должен быть готов, когда и другие тоже так поступают, отказаться от своего права на всё в той мере, в какой он сочтёт это необходимым для мира и самозащиты, и довольствоваться такой свободой по отношению к другим, какую он допустил бы у других людей по отношению к себе» (там же). Исходя из этого, Гоббс разработал способ перехода от естественного состояния к политическому обществу и правительству посредством взаимных контрактов.
Согласно Гоббсу, естественное состояние существует во все времена среди независимых стран, над которыми нет никакого закона, кроме тех же самых предписаний или законов природы («Левиафан», главы XIII, конец XXX). Его взгляд на состояние природы помог послужить основой для теорий международного права и отношений и даже некоторых теорий о внутренних отношениях.

### Джон Локк
Джон Локк рассматривает естественное состояние в своём труде «Два трактата о правлении», написанном примерно во время кризиса отчуждения в Англии в 1680-х годах. По Локку, в естественном состоянии все люди свободны «упорядочивать свои действия и распоряжаться своим имуществом и личностями так, как они считают нужным, в рамках закона природы». (2-е Тр., § 4). «Естественное состояние имеет закон природы, который управляет им», и этот закон — разум. Локк считает, что разум учит, что «никто не должен причинять вред другому в его жизни, свободе и/или собственности» (2-е Тр., § 6). ; и что нарушения этого могут быть наказаны. Локк описывает естественное состояние и гражданское общество как противоположности друг другу, и потребность в гражданском обществе частично проистекает из вечного существования естественного состояния. Этот взгляд на состояние природы частично заимствован из христианской веры (в отличие от Гоббса, чья философия не зависит от какой-либо предшествующей теологии).
Хотя может быть естественно предположить, что Локк отвечал Гоббсу, Локк никогда не называет Гоббса по имени и, возможно, вместо этого отвечал другим писателям того времени, таким как Роберт Филмер. На самом деле, первый трактат Локка полностью является ответом на «Патриарх» Филмера и использует пошаговый метод опровержения теории Филмера, изложенной в «Патриархе». Консервативная партия в то время сплотилась вокруг филмеровского патриарха, в то время как виги, напуганные очередным преследованием протестантов, сплотились вокруг теории, изложенной Локком в его «Двух трактатах о правительстве», поскольку она давала четкую теорию о том, почему народ будет оправдан в свержении монархии, злоупотребляющей доверием они поместились в нем.

### Монтескьё
Монтескьё использует концепцию естественного состояния в своей книге «О духе законов», впервые опубликованной в 1748 году. Монтескьё излагает мыслительный процесс, стоявший за ранними человеческими существами до формирования общества. Он говорит, что люди обладали бы способностью к познанию и в первую очередь подумали бы о том, чтобы сохранить свою жизнь в государстве. Человеческие существа также поначалу чувствовали бы себя бессильными и слабыми. В результате люди вряд ли стали бы нападать друг на друга в таком состоянии. Затем люди стали бы искать пропитание и, повинуясь страху и импульсу, в конечном счете объединились бы, чтобы создать общество. Как только общество было создано, между обществами наступило бы состояние войны, и все они были бы созданы одинаковым образом. Цель войны — сохранение общества и самого себя. Для Монтескье формирование права в обществе — это отражение и применение разума.

### Жан-Жак Руссо
Точка зрения Гоббса была оспорена в XVIII веке Жан-Жаком Руссо, который утверждал, что Гоббс брал социализированных людей и просто представлял их живущими вне общества, в котором они выросли. Вместо этого он утверждал, что люди не были ни хорошими, ни плохими, но рождались с чистого листа, а позже общество и окружающая среда влияют на то, в какую сторону мы склоняемся. В естественном состоянии Руссо люди недостаточно знали друг друга, чтобы вступать в серьезные конфликты, и у них были нормальные ценности. Современное общество и связанная с ним собственность обвиняются в нарушении естественного состояния, которое Руссо считает истинной свободой.

### Дэвид Юм
Дэвид Юм в «Трактате о человеческой природе» (1739) утверждает, что люди от природы социальны: «Для человека совершенно невозможно оставаться сколько-нибудь продолжительное время в том диком состоянии, которое предшествует обществу; но его самое первое состояние и ситуация могут по праву считаться социальными. Это, однако, не мешает тому, что философы могут, если им заблагорассудится, распространить свои рассуждения на предполагаемое состояние природы; при условии, что они допускают, что это просто философская фикция, у которой никогда не было и не могло быть никакой реальности».
Идеи Юма о человеческой природе, выраженные в Трактате, предполагают, что он не был бы доволен ни мысленными экспериментами Гоббса, ни его современника Руссо. Он недвусмысленно высмеивает как невероятное гипотетическое человечество, описанное в «Левиафане» Гоббса. Кроме того, он утверждает в «О происхождении справедливости и собственности», что если бы человечество было универсально доброжелательным, мы бы не считали справедливость добродетелью: «Это происходит только из-за эгоизма и ограниченной щедрости людей, наряду со скудным обеспечением, которое природа предоставила для удовлетворения его потребностей, что справедливость берет свое начало».

### Джон Кэлхун
Джон Колдвелл Кэлхун в своем исследовании о правительстве (1850) писал, что естественное состояние является всего лишь гипотетическим, и утверждает, что эта концепция противоречива сама себе и что политические государства естественным образом существовали всегда.
Действительно, трудно объяснить, как мнение, столь лишенное всякой здравой аргументации, когда-либо могло быть столь широко распространено. Такое состояние является чисто гипотетическим. Этого никогда не было и не может существовать, поскольку это несовместимо с сохранением и увековечиванием расы. Поэтому было бы большой ошибкой называть это состоянием природы. Вместо того чтобы быть естественным состоянием человека, это из всех мыслимых состояний наиболее противоположно его природе — наиболее противно его чувствам и наиболее несовместимо с его желаниями. Его естественным состоянием является социальное и политическое — то, для которого создал его Создатель, и единственное, в котором он может сохранить и усовершенствовать свою расу. Поскольку, таким образом, никогда не было и не может быть такого состояния, как так называемое естественное, из этого следует, что люди, вместо того чтобы рождаться в нем, рождаются в социальном и политическом государстве; и, конечно, вместо того, чтобы родиться свободными и равными, они рождаются подчиненными не только родительской власти, но и законам и институтам страны, где родились и под защитой которой они делают свой первый вдох.

### Джон Ролз
Джон Ролз использовал то, что было равносильно искусственному состоянию природы. Развивая свою теорию справедливости, Ролз ставит всех в исходное положение. Исходное положение — это гипотетическое состояние природы, используемое в качестве мысленного эксперимента. Люди, находящиеся в исходном положении, не имеют общества и находятся под покровом невежества, которое мешает им знать, какую пользу они могут извлечь из общества. Им не хватает предвидения своего интеллекта, богатства или способностей. Ролз рассуждает так: люди, оказавшиеся в исходном положении, хотели бы иметь общество, в котором были бы защищены их основные свободы и где у них также были бы некоторые экономические гарантии. Если бы общество строилось с нуля на основе общественного соглашения между индивидами, эти принципы были бы ожидаемой основой такого соглашения. Таким образом, эти принципы должны лечь в основу реальных, современных обществ, поскольку каждый должен был бы согласиться с ними, если бы общество было организовано с нуля на основе справедливых соглашений.

### Роберт Нозик
Коллега Ролза по Гарварду Роберт Нозик противопоставил либеральной теории справедливости либертарианскую «Анархию, Государство и Утопию», также основанную на традиции естественного государства. Нозик утверждал, что минималистское государство с правами собственности и базовым правоприменением возникло бы из естественного состояния без нарушения чьих-либо прав или применения силы. Взаимные соглашения между отдельными людьми, а не общественный договор привели бы к такому минимальному состоянию.

## Между нациями
По мнению Гоббса, как только учреждается гражданское правительство, естественное состояние отношений между индивидами исчезает из-за гражданской власти, которая существует для обеспечения соблюдения контрактов и законов природы в целом. Однако между нациями такой власти не существует, и поэтому нации имеют те же права на самосохранение — включая ведение войны — что и отдельные люди. Такой вывод привел некоторых авторов к идее ассоциации наций или всемирного гражданского общества, примером чего может служить работа Иммануила Канта «К вечному миру».
Ролз также исследует естественное состояние отношений между нациями. В своей работе «Закон народов» Ролз применяет модифицированную версию своего первоначального мысленного эксперимента с позицией к международным отношениям. Ролз говорит, что народы, а не государства, образуют основную единицу, которую следует исследовать. Следует поощрять государства следовать принципам, изложенным в более ранней книге Ролза «Теория справедливости». Демократия, по-видимому, была бы наиболее логичным средством достижения этих целей, но доброкачественные недемократические государства следует рассматривать как приемлемые на международной арене. Ролз разрабатывает восемь принципов того, как люди должны действовать на международной арене.
Согласно теории международных отношений, анархия — это такое положение дел, при котором нации существуют без высшей власти, управляющей ими. Три основные школы теории международных отношений придерживаются различных взглядов на анархию и на то, как к ней подходить. Реализм подходит к глобальной политике так, как если бы каждая страна мира была отдельным человеком, находящимся в естественном состоянии: он склонен воспринимать анархию как нечто само собой разумеющееся и не считает ее решение возможным или даже обязательно желательным. Либерализм утверждает, что анархию можно смягчить путем распространения либеральной демократии и использования международных организаций, создавая таким образом глобальное гражданское общество; этот подход можно подытожить словами Джорджа Буша-старшего, который стремился создать «мир, в котором верховенство закона, а не закон джунглей, управляет поведением наций». Теоретики конструктивизма, как и либералы, также не рассматривают анархию как данность в международных делах, но открыты для других подходов, помимо тех, которые предлагают реалисты и либералы.